# Banc Dogger
El Banc Dogger (en anglès Dogger Bank, basat en dogge, antiga paraula neerlandesa que defineix al vaixell de pesca) és un gran banc sorrenc situat en la zona central del Mar del Nord, a 100 km de la costa de la Gran Bretanya. S'estén sobre una àrea la superfície de la qual és d'uns 17.600 km², sent les seues dimensions màximes de 260 km en direcció Est-Oest i de 96 km en direcció Nord-Sud. La profunditat de l'aigua és escassa, arribant als 36 m., uns 20 m. menys profunda que el mar circumdant. Geològicament consisteix en una morrena formada en el límit meridional de l'inlandsis europeu durant l'última Edat del Gel, sent per tant terra emergida en aquesta etapa (una illa o una àrea unida directament al continent) que sol rebre la denominació de Doggerland. Els pesquers d'arrossegament solen dragar grans quantitats de torba de pantà, nombroses dents i ullals de rinoceronts llanuts i mamuts i ocasionalment artefactes de caça paleolítics.
El banc ha estat escenari de diversos enfrontaments navals. Durant la Guerra d'Independència nord-americana, una esquadra de la Royal Navy es va enfrontar a una neerlandesa en la denominada batalla del Banc Dogger de 1781. Durant la Guerra Russo-japonesa, els vaixells de guerra russos van obrir foc sobre diversos pesquers britànics en el que es va conèixer com l'incident del Banc Dogger de 1904, al confondre'ls amb vaixells torpeders japonesos. En la Primera Guerra Mundial, la zona va ser escenari de la batalla del Banc Dogger de 1915, una trobada naval entre unitats de la Royal Navy i de la Kaiserliche Marine que intentava bombardejar les ciutats de Scarborough i Whitby en Yorkshire, i la de Hartlepool en Durham.
En 1931 es va produir en la zona el denominat terratrèmol del Banc Dogger, que va arribar un valor de 6,1 en l'escala de Richter. El seu focus es va situar a 23 km sota el banc, arribant a sentir-se el tremolor en diversos països riberencs del mar del Nord, i causant danys al llarg de la costa oriental d'Anglaterra.
El banc és una important àrea pesquera, on es capturen grans quantitats de bacallà i areng; també acull diversos vaixells enfonsats. El banc dona el seu nom a la regió marítima homònima emprada en el Shipping Forecast (Pronòstic marítim) de BBC Radie 4.